# نیکی آنجا والیا

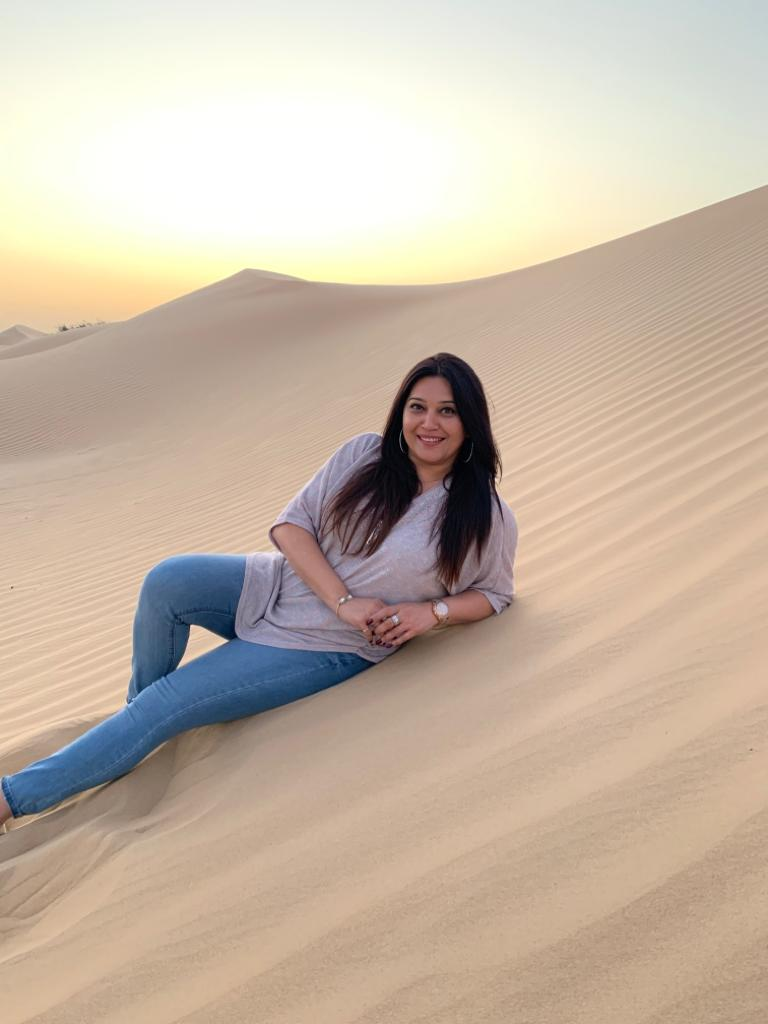
نیکی در سال ۲۰۱۹

نیکی والیا (ملقب به آنجا) بازیگر تلویزیون و فیلم هند است.
او در فیلم دو ایکس‌لارج بازی کرده‌است.

## زندگی شخصی
نیکی والیا در ۲۶ سپتامبر ۱۹۷۲ در بمبئی به دنیا آمد. او به مدرسه صومعه سنت ترزا در سانتاکروز رفت. وی در فوریه ۲۰۰۲ با سانی ولیا ازدواج کرد و در همان سال به انگلستان نقل مکان کرد. این زوج دوقلو دارند (یک پسر به اسم شان و یک دختر به اسم سابرینا). وی در حال حاضر در انگلیس اقامت دارد.

## حرفه
نیکی به عنوان مدل، بازیگر، VJ، مجری و بازیگر در تلویزیون و فیلم (بالیوود) کار کرده‌است. وی نزدیک به ۳۰ سال در بیش از ۳۱ سریال تلویزیونی در ژانرها بازی کرده‌است.
وی بیشتر به خاطر بازی در نقش دکتر «سیمران ماتور» در مجموعه تلویزیونی هندی «وجود … یک داستان عاشقانه» ساخته کاهانی در تلویزیون زی است. او به زیبایی نقش نیکی را در سریال «تبدیل به یک موضوع می‌شود» بازی کرده بود